# 大仁鉱山

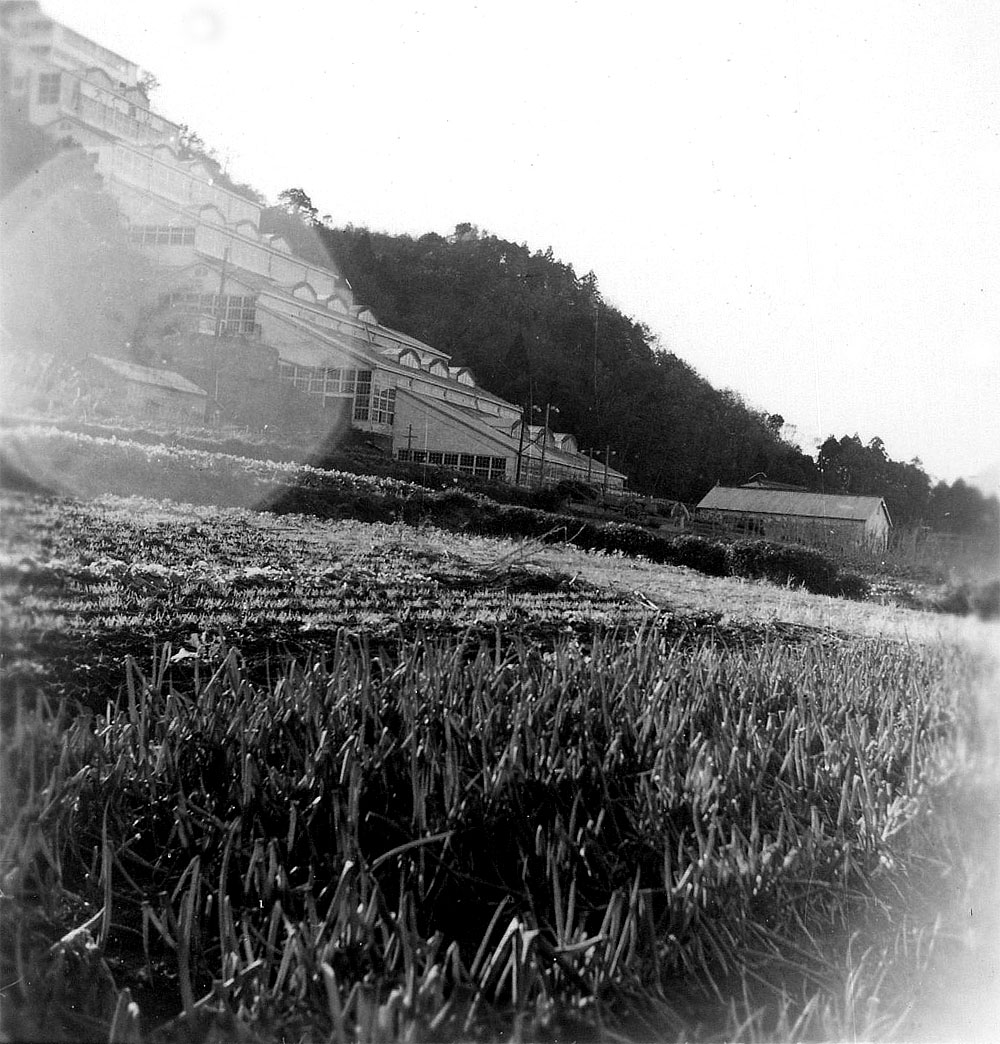
1950年代頃に撮影したと思われる大仁鉱山

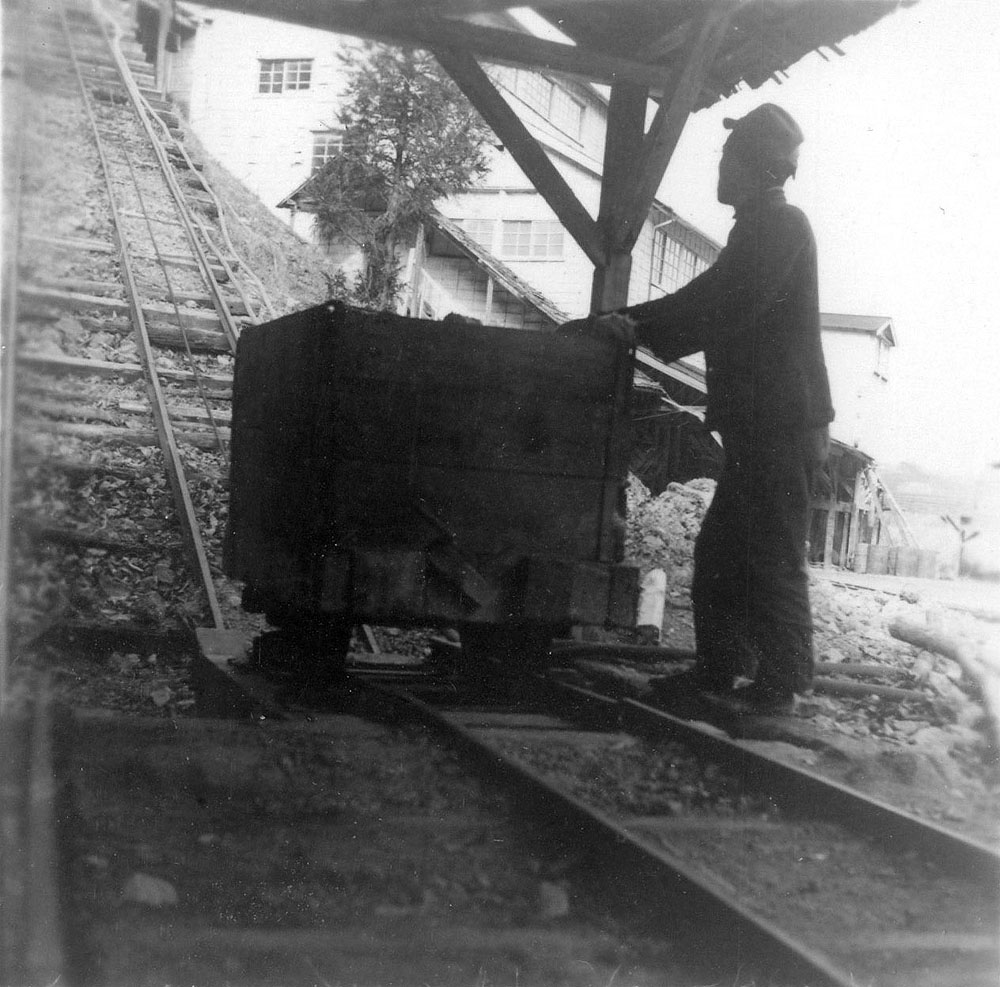
インクライン

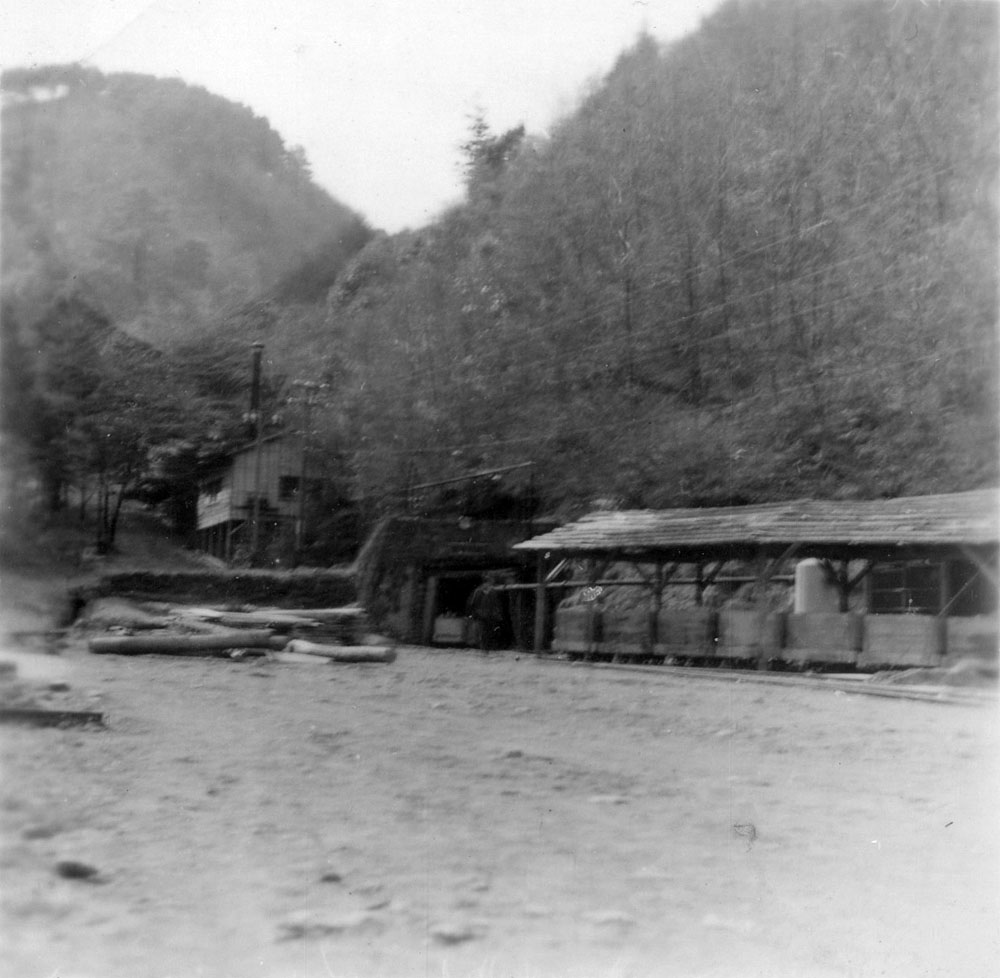
坑口

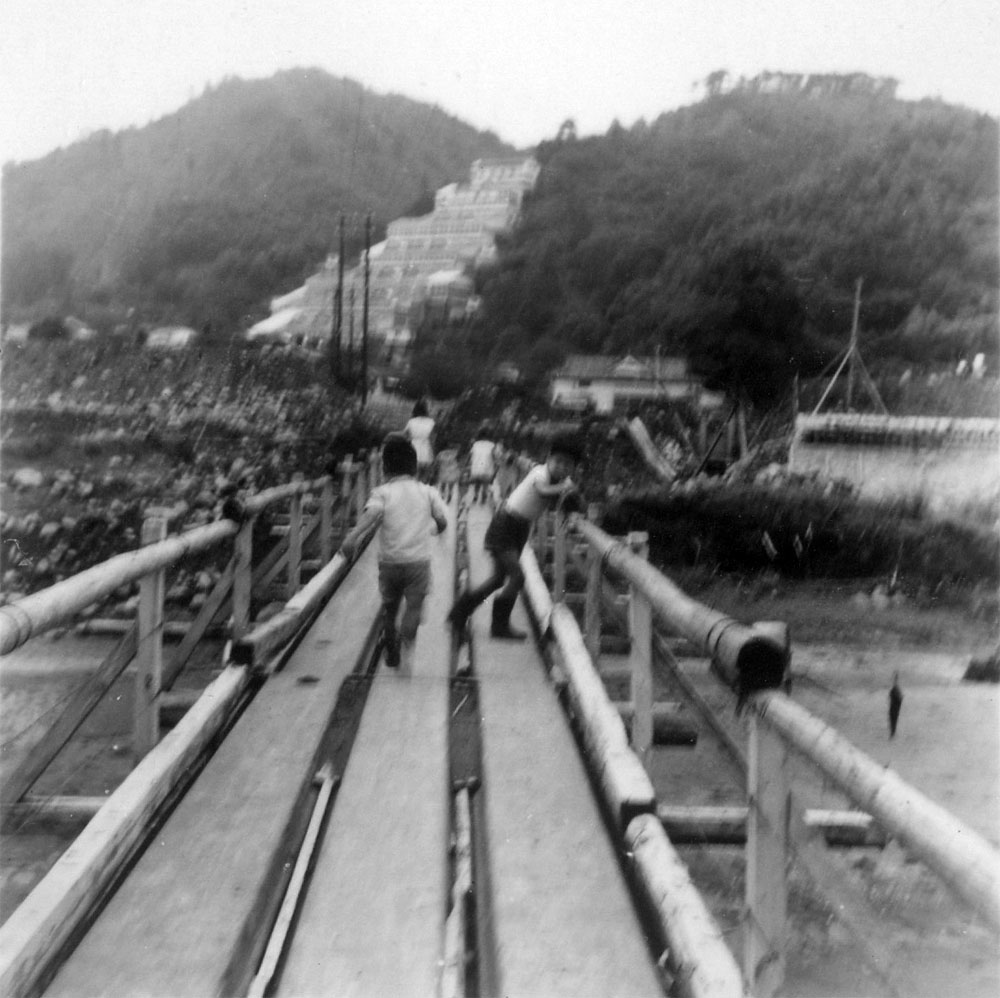
狩野川台風直後の仮設橋と大仁鉱山（奥）

大仁鉱山（おおひとこうざん）は、静岡県伊豆市瓜生野（うりゅうの）にあった金山である。大仁金山ともいう。伊豆の国市との境界があった狩野川のほとり、台地上にある瓜生野地区南方の柳沢洞と呼ばれるU字型の谷が主な金の採掘場であり、この谷の入り口の西方斜面に象徴的な浮遊選鉱場が存在していた。
なお、江戸時代には瓜生野金山（鉱山）と称されていたが、昭和時代の再開時に隣接する八幡鉱床などを併合し、狩野川を挟んで大仁町（現・伊豆の国市）に隣接していたため大仁鉱山と改称された。

## 鉱床・鉱物
鉱床は典型的な熱水鉱床で、主要鉱物は自然金。ほかに石英、黄鉄鉱、閃亜鉛鉱が副産物として産出される。また、坑内からは温泉が湧出している。鉱床は瓜生野の他に、八幡、横瀬など。

## 歴史
天正年間に発見され、伊豆金山の開発に注力した江戸幕府金山奉行・大久保長安によって慶長年間に最盛期を迎えたものの、その後は休山した。昭和期の再開時の探鉱の際に、坑内から当時の坑夫の私物と見られるキセルなどが発見されている。
1933年、帝國産金興業株式會社（現在の帝産観光バスの母体）が既存の鉱区を買収し、大仁鉱山として操業を再開する。当時、国策によって金鉱山の開発が奨励されており、同鉱山の開発もそうしたあらわれの一つであった。同鉱山は隣接する零細鉱山を買収すると共に、金鉱石の処理能力を高めるため1936年には一日100トンの鉱石の処理が可能な浮遊選鉱場を建設した。ここで処理された金精鉱は伊豆箱根鉄道の貨物列車で茨城県日立鉱山に運搬された。戦前の最盛期には、自山鉱石の他に、大仁鉱山周辺にある零細の金鉱山からの売鉱も受け入れていた。なお、大仁鉱山は、鴻之舞鉱山（一時期、大仁産精鉱の受入先となった事もある）や持越鉱山、同じ帝国産金興業が保有していた北ノ王鉱山に見られるような製錬および金地金の生産（精錬）は行われなかった。
1935年、坑内をボーリングした際、温泉が湧出。この温泉を鉱山労働者向けに供するべく、公衆浴場が建設された。さらに1942年には鹿之原坑の採掘中に温泉が噴出し、一時は操業がストップするまでに至った。これを活用すべく、鉱山労働者向けの公衆浴場を改装して観光客向けにも開放した「帝産閣」と呼ばれるヘルスセンターがオープンした。また、隣の大仁町に1940年に開業した大仁ホテル（当時は大仁温泉ホテル）にも給湯された。戦後、この温泉は帝産閣と大仁ホテル以外の周辺宿泊施設にも供給されるようになり、大仁温泉が形成されることになる。また、戦前には鉱山付近を「帝産台」と称して、温泉付きの分譲別荘地として売り出された事もあった（現在も帝産台という地名が残っている）。
国策の金奨励もあり、規模を拡張して金の増産につとめていたが、1943年に金鉱山整備令が敷かれると大仁鉱山も整理の対象となり、金の採掘・選鉱を中止した。ただし、銅製錬用の含金珪酸鉱（銅鉱石の溶剤として用いられ、副産物として金を回収する）は小規模に採掘されていた。選鉱場の施設は全て他の鉱山に転用され、選鉱場及び坑道の一部はダイキャスト工場に転用された。坑道は地下工場として改装され、航空機部品工場の建設も計画されたが、中止となった。
戦後もしばらくは機材の喪失で操業をストップしていたが、1949年に選鉱場を再興して操業を再開。金生産に加えて、戦時中に始まったダイキャスト事業の二大体制で再スタートを切った。しかし、金の価格低迷、人件費の上昇、施設の老朽化などでコストが嵩みつつあったため、採掘は小休止を繰り返していた。1958年には狩野川台風が伊豆半島に襲来し、瓜生野地区に甚大な被害をもたらした。同鉱山も施設の倒壊や職員社宅の流失などの打撃を受け、さらに坑内に浸水して切羽（）が水没するまでに至った。施設の復旧に尽力したものの金価格の低迷や資源枯渇などもあり、操業休止を繰り返し1973年に正式に閉山した。

## 現況
閉山後も、ヘルスセンターとダイキャスト工場は1990年代まで操業を続けた。とくにヘルスセンターは戦後、「帝産閣」から「帝産ヘルスセンター」に改称した。経済成長に伴って施設の拡張が続けられ、ジャングル風呂や黄金風呂、温水プール、旅館部門、釣り堀なども開設されたが、施設の老朽化と入場者数の減少により、1990年代に閉鎖された。
閉山後、鉱山跡地には「ゴールドタウン」と呼ばれたミニ遊園地が作られた。これは西部劇やゴールドラッシュ時代のアメリカを模した物であり、また、主要坑道が通っていたヘルスセンター付近に連絡用のトンネルが作られて坑道内部の見学も可能であった。ミニ観覧車やゴーカート、日本各地の鉱物標本を集めた販売所も存在していたが、早い時期に閉鎖されている。
瓜生野地区に面した位置に存在していた、大仁鉱山のシンボルである大規模な浮遊選鉱場（後述）をはじめとして、変電所・倉庫・シックナー・事務所等は既に解体されていて現存しない。職員社宅は瓜生野地区と狩野川対岸の横瀬地区にあったが、先述の狩野川台風で流失しており、現存しない。
採掘場のあった柳沢洞には江戸期と昭和期の坑口が残されているが、後述の地震観測地点用の坑口以外はいずれもブロック等で封鎖されている。また、この一帯は再開発されておらず、手選場などの鉱山施設や山神社（カナヤマヒメを祭神とする）、先述のゴールドタウンの建物、戦後の再開直後に書かれたとされる作家・武者小路実篤の鉱山記念碑、大久保長安記念碑などが残されている。しかし、長年の放置によって風雨に晒されるなど荒廃が著しい。
大仁鉱山の坑道の一部は、名古屋大学の地震観測地点として2016年現在も使用されている。
鉱山跡に隣接する当地は温泉などの複合施設「伊豆温泉村」となっていたが、リニューアルされ、2024年に複合リゾート施設「修善寺時之栖」となった。

### 廃墟としての大仁鉱山
2000年頃までは、ヘルスセンターを含め鉱山施設の多くが廃墟として残されていた。人里離れた山の中に存在する事が多い鉱山系の廃墟において比較的交通の便が良く、狩野川の対岸からも望む事ができる山の斜面に立地していた旧浮遊選鉱場は象徴的であった。選鉱場頂上部の『帝産 大仁金山』と描かれた巨大な看板は閉山後に張られたともいわれ、良くも悪くも廃墟ファンを引き付けていた。浮遊選鉱と（浮遊選鉱の際に排出される鉱滓を資材とした）充填採掘法を採用していたのでズリはほとんど現存しておらず鉱物ファンは少ないが、浮遊選鉱場の他にも手選場や変電所など鉱山施設も数多く残っていたため、鉱山ファンの来訪も多かったようだ。
また、映画やテレビドラマ（特撮ものなど）のロケ地、写真撮影の恰好の被写体として利用されることもしばしばあった。
浮遊選鉱場は、コンクリートでできた階段状の基礎の上に木造のトラス構造で構築されていて、数千枚に及ぶガラス窓で構築されていた。しかし、閉山後は特に保存策も講じられぬまま荒廃が進み、窓ガラスはほとんど割れ、内部は侵入者のゴミであふれていた。晩年には頂上部付近で放火と見られる不審火が発生した。建物そのものは一部半焼であったが、大きな大仁鉱山の看板は完全に焼け落ちてしまい無残な姿を晒した。こうした事や跡地再開発の思惑から、2001年頃に狩野川に面する付近に存在する旧鉱山施設群は、閉鎖されたヘルスセンターやダイキャスト工場と共に解体された。
現在は山の斜面に浮遊選鉱場のコンクリートの基礎が残されているのみとなっている。
なお、保存策がとられている旧鉱山の選鉱場としては北海道イトムカ鉱山が挙げられる。同選鉱場は保存状態が良好であり、留辺蘂町の文化財に指定されている。ただし現在も工場構内にあるため一般人の見学は不可能である（同鉱山の項を参照）。